# Ванная

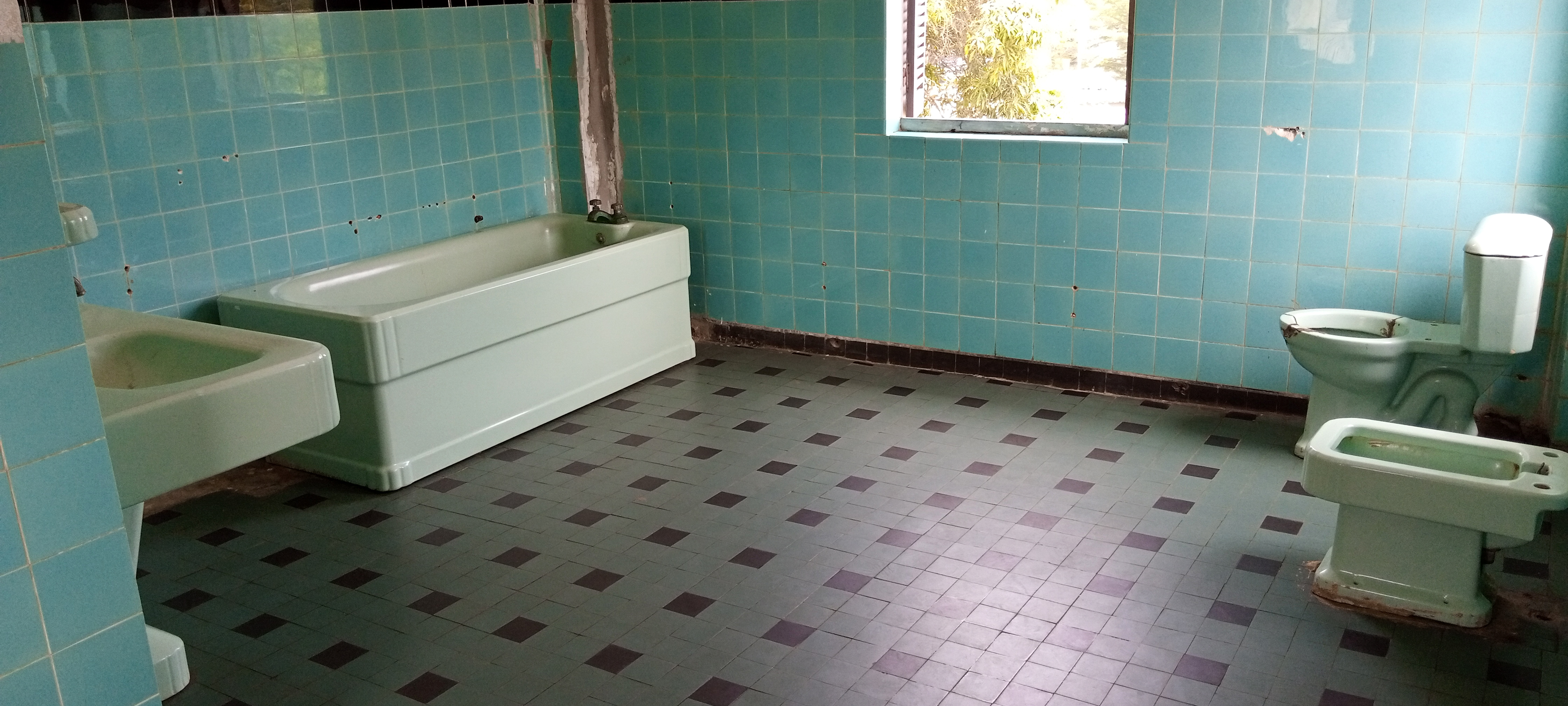
Ванная комната в губернаторском доме, Гран-Басам, Кот-д’Ивуар

Ванная комната, ванная, мыльня — помещение, где находится ванна, в квартире или жилом доме, предназначенное для купания или принятия душа (душевая).
Обычно ванные (душевые) комнаты оснащены ванной и/или душем и раковиной и другими сантехническими приборами. Ванные (душевые) комнаты в настоящее время часто оснащаются унитазами (что в России называется совмещённым санузлом), а также биде.

## История
Практика гигиены берёт своё начало в цивилизации древней Индии, с 3000-х годов до нашей эры, тогда и появилась ванная комната как место для улучшения внешнего вида и удовлетворения физиологических потребностей человека.
В прошлом ванная комната, как правило, являлась общественным местом и, кроме гигиенических функций, обладала ещё и социальными.
В России ванная комната стала обязательным атрибутом квартиры после начала массового строительства хрущёвских домов (конец 1950-х годов).

## Устройство
Устройство ванной (душевой) комнаты должно учитывать использование горячей и холодной воды в значительных количествах. Вода, кроме купания или принятия душа, также может использоваться для смывания твёрдых и жидких отходов жизнедеятельности человека в канализацию или септик, если ванная комната совмещена с туалетом. Вода в процессе использования может попадать на стены и пол комнаты, а горячий влажный воздух может привести к конденсации воды на холодных поверхностях. Поэтому строительная отделка ванной комнаты представляет собой сложную задачу. Потолок, стены и пол должны быть покрыты водонепроницаемыми материалами и легко чиститься. Из-за этого в качестве отделочных материалов часто используют керамическую плитку, стекло, а также пластиковые панели за их простоту очистки. Таким образом, дизайн ванной комнаты может быть довольно сложным и затратным. Пол часто отделывают именно керамической плиткой, но при этом его поверхность скользкая и холодная на ощупь. Чтобы ликвидировать данные неудобства, используют водостойкие коврики, специально сделанные для ванных комнат. В домах более обеспеченных семей можно встретить полы с подогревом.

## Безопасность
Электроприборы, установленные в ванной комнате, могут являться большим источником опасности, из-за близости токопроводящих сред(влажный воздух, вода) и снижения сопротивления кожных покровов. В свою очередь, может привести к короткому замыканию, поражению электрическим током или пожару.
Правилами Международной электротехнической комиссии (IEC 60364-7-701:2006) регламентирован особый порядок установки и эксплуатации электроприборов в ванных и душевых. На территории РФ действует ГОСТ Р 50571.7.701-2013, идентичный международным правилам.
Согласно этим правилам ванная условно делится на 4 зоны безопасности:
- Зона 0 — собственно зона ванной или душевого поддона. Находящееся в этой зоне электрооборудование должно соответствовать требованиям IPX7, а металлические части конструкции (и сама ванна, если она металлическая) должны быть заземлены. Кроме того допускается применение систем безопасного сверхнизкого напряжения, незаземленных и заземленных, с номинальным напряжением не выше 12 вольт[4].

- Зона 1 — зона непосредственно над нулевой зоной, то есть зона душа. По вертикали зона ограничена 2.25 метрами от пола. В этой зоне электрооборудование должно иметь класс защиты не ниже IPX4. В этой зоне могут находиться только проточные водонагреватели или электрический душ с гидроизолированным встроенным насосом, а также соединительные кабели этих устройств.

- Зона 2 — расположена вокруг зоны 1 в радиусе 0.6 м и до 3.0 м от пола. Требование по классу защиты не менее IPX4.

В этой зоне допускаются специальная розетка для электробритвы, осветительные приборы (класса II), обогреватели и вытяжной вентилятор.
- Зона 3 фактически обозначает всё оставшееся пространство. Требования к электрооборудованию не выше IРХ1, но все электроприборы этой зоны должны быть защищены УЗО на 30 мА, либо подключают к источнику питания системыбезопасного сверхнизкого напряжения.

Ванные комнаты относятся к помещениям с повышенной опасностью, поэтому заземление и уравнивание потенциалов относят к жизненно важным мероприятиям. Правила эксплуатации электроустановок в пункте 7.1.88 требует подключения всех доступных для прикосновения открытых токопроводящих частей стационарных электроустановок к дополнительной системе уравнивания потенциалов, включая металлические ванны, раковины, трубы, радиаторы отопления и т. д.
В некоторых странах, таких, как Великобритания, для подключения электроприборов в ванной комнате применяются только специальные разъёмы.

## Освещение
Так как в ванной комнате часто происходят такие процедуры, как снятие макияжа, бритьё, чистка зубов, то ванная комната должна быть ярко и равномерно освещена. Зеркала, находящиеся в комнате, могут иметь различные опции:
- бестеневое освещение для снятия и нанесения макияжа
- обогрев зеркал или антизапотеватель
- Увеличительная вставка — отдельное круглое зеркало со встроенной подсветкой. Одна плоскость содержит вогнутую, увеличивающую (обычно до 2.5Х) зеркальную поверхность, и располагается на специальном кронштейне